# Canottaggio ai Giochi olimpici intermedi
Ai Giochi olimpici intermedi di Atene del 1906, furono disputati sei eventi di canottaggio.

## Risultati
| Evento                          | Oro | Perform. | Argento | Perform. | Bronzo | Perform.      |
| Singolo (dettagli)              | Gaston Delaplane | 5'53"4   | Joseph Larran | 6'07"2   | Non assegnato | Non assegnato |
| Due con (1000 metri) (dettagli) | Italia Enrico Bruna Emilio Fontanella Giorgio Cesana (timoniere) | 4'23"0   | Italia Francesco Civera Luigi Diana Emilio Cesarana (timoniere) | 4'30"0   | Francia Gaston Delaplane Charles Delaporte Marcel Frébourg (timoniere) |               |
| Due con (1 miglio) (dettagli)   | Italia Enrico Bruna Emilio Fontanella Giorgio Cesana (timoniere) | 7'32"4   | Belgio Max Orban Rémy Orban Theofiliakos Psiliakos (timoniere) | 8'03"0   | Francia Adolphe Bernard Joseph Halcet Jean-Baptiste Mathieu (timoniere) | 8'08"6        |
| Quattro con (dettagli)          | Italia Enrico Bruna Emilio Fontanella Riccardo Zardinoni Giuseppe Poli Giorgio Cesana (timoniere) | 8'13"0   | Francia Gaston Delaplane Léon Delignières Charles Delaporte Paul Échard Marcel Frebourg (timoniere) |          | Francia Joseph Halcet Pierre Sourbe Adolphe Bernard Jean-Baptist Laporte Jean-Baptist Mathieu (timoniere) |               |
| Sei con (dettagli)              | R. N. Varese P. Toio Angelo Formaciari G. Tarantino Giuseppe Russo R. Taormina E. Bellotti Giovanni Tanio (timoniere) | 10'45"0  | T/K Spetsai Demetrios Ntais Paulos Kypraios Demetrios Balourdos Nikolaos Dekabalas Nikolaos Karsoubas Spyros Vesalas Konstantios Misongogginis (timoniere) |          | T/K Hydra Dionysos Christeas Demetrios Gkrous Georgias Maroulis Nikolaos Photinakis P. Lombardos Demetrios Souranis Petros Mexis (timoniere) |               |
| Sedici con (dettagli)           | T/K Poros Isidoros Michas Ioannis Georgias Michail Sokos Ioannis Agrimis Argos Mylonas Demetrios Kakousis Ioannis Loukas Paulos Kangiotzis Ioannis Laphiotis P. Mouratis Christos Tsirigontakis Angelos Dribas Konstantinos Kephalas Ioannis Kaisareus Ioannis Pilouris Demetrios Piaditis Petros Velliotis (timoniere) | 16'35"0  | T/K Hydra Ioannis Tsirakis Michail Katsoulis Konstantinos Niotis N. Stergiou Ioannis Papapanagiotou Ioannis Dolas Petros Pterneas Georgios Nikoloutsos Ioannis Gripaios Stamotios Diomataras Evangelos Chaldaios Ioannis Phasilis Konstantinos Papagiannoulis S. Lemonis Evangelos Kanakaris Xenophon Stellas Ioannis Milakas (timoniere) | 17'09"6  | R. N. Varese Antonio Mautrere Angelo Sartini F. Pieraccini Angelo Bouoni Augusto Graffigna P. Oddone Alberto Ruggia S. Messina Ezio Germignani G. Cingottu Sebastiano Randazzo G. Pizzo Alp. Nordio L. Frediana G. Zaninno F. Mennella E. Rossi (timoniere) |               |

## Medagliere
| Pos.   | Paese   | Oro | Argento | Bronzo | Totale |
| ------ | ------- | --- | ------- | ------ | ------ |
| 1      | Italia  | 4   | 1       | 1      | 6      |
| 2      | Francia | 1   | 2       | 3      | 6      |
| 3      | Grecia  | 1   | 2       | 1      | 4      |
| 4      | Belgio  | 0   | 1       | 0      | 1      |
| Totale | Totale  | 6   | 6       | 5      | 17     |